# Неговониці
Неговониці (пол. Niegowonice) — село в Польщі, у гміні Лази Заверцянського повіту Сілезького воєводства.
Населення — 1928 осіб (2011).
У 1975-1998 роках село належало до Катовицького воєводства.

## Демографія
Демографічна структура станом на 31 березня 2011 року:
|          | Загалом | Допрацездатний вік | Працездатний вік | Постпрацездатний вік |
| -------- | ------- | ------------------ | ---------------- | -------------------- |
| Чоловіки | 938     | 184                | 647              | 107                  |
| Жінки    | 990     | 138                | 600              | 252                  |
| Разом    | 1928    | 322                | 1247             | 359                  |